# Euprosopia tarsalis
Euprosopia tarsalis är en tvåvingeart som först beskrevs av Walker 1864.  Euprosopia tarsalis ingår i släktet Euprosopia och familjen bredmunsflugor. Inga underarter finns listade i Catalogue of Life.